# Arista (automóvil de 1956)

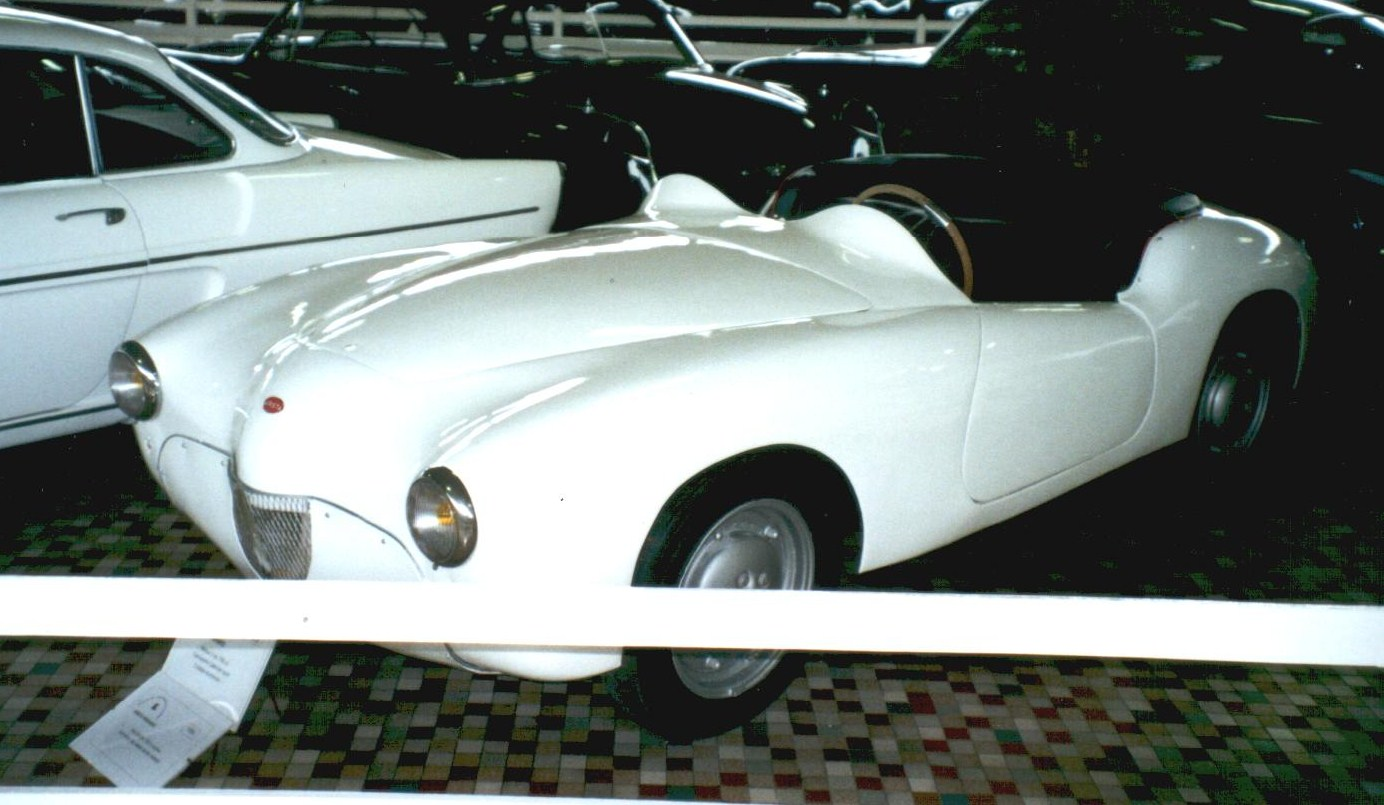
Arista de 1954

El Arista fue un automóvil francés con carrocería de plástico reforzado con vidrio, producido en París entre 1952 y 1967.

## Orígenes

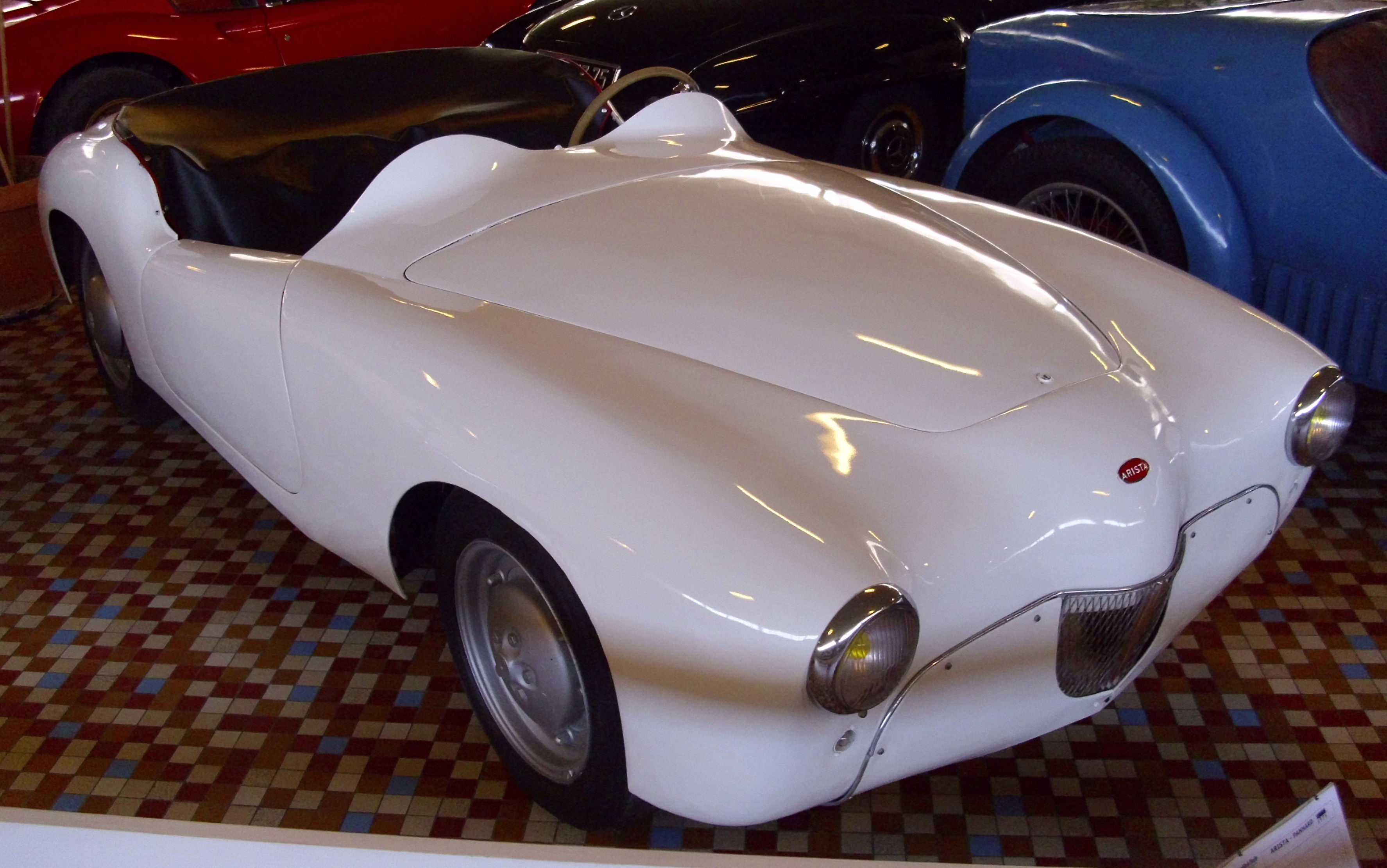
Otra imagen del mismo modelo

La firma había sido fundada a finales de la década de 1940 por Antonio Monge y Robert Rowe bajo el nombre Callista, pero los dos socios discutieron por la orientación futura de la firma después de su proyecto original, un modelo deportivo llamado "Coupe des Alpes" que se vio por primera vez en forma de prototipo en el Salón del Automóvil de París de 1950. Basado en un chasis Panhard, parecía probable que tuviera un precio asequible, pero la propia Panhard lanzó su modelo Dyna Junior con un nivel de rendimiento comparable y a un precio mucho más bajo que el del elegante Callista, penalizado en su coste por su corta corta serie de producción. Monge resolvió regresar a su anterior ocupación, preparando coches para pruebas de automovilismo. Poco después de este contratiempo, Rowe, que anteriormente había trabajado como ingeniero eléctrico en la empresa Fulmen, pero que también se dedicaba a otras actividades comerciales, de repente se vio arruinado después de importar a Francia varios cientos de tractores rumanos que resultaron ser defectuosos. A finales de 1952 los dos socios fundadores de la firma, por distintas razones, se habían retirado del proyecto.

## Un nuevo nombre y una nueva estrategia
La empresa fue rescatada por Raymond Gaillard, conocido en el mundo del motor como un competidor habitual en las 24 Horas de Le Mans. Hasta ese momento, Gaillard había figurado en el negocio del Callista solo como un inversor importante y un distribuidor de ventas potencial para el modelo "Coupe des Alpes", pero decidió rescatatar los elementos residuales del negocio y lo refundó bajo el nuevo nombre de Arista. A partir de entonces, la firma se concentró en un modelo más pequeño, más ligero y presumiblemente más barato llamado Arista Ranelagh. El nombre del modelo provenía de una popular calle de París, la Rue du Ranelagh, en la que Gaillard era dueño de un concesionario Panhard.
Nuevamente basado en los componentes mecánicos del Panhard Dyna X, el automóvil era un descapotable bajo con voladizos largos en cada extremo, reflejado en la diferencia entre la distancia entre ejes de 2130 mm y la longitud total de 4100 mm del modelo descapotable. Había un roadster más corto de solo 3620 mm de longitud. El coche pesaba solo 550/640 kg, con una velocidad máxima declarada de entre 135 y 140 km/h (entre 84 y 87 mph). Tanto el peso ligero como el diseño de tracción delantera quedaron determinados por el origen Panhard del modelo de base.
Se fabricaron unas 100 unidades.
En 1956 se lanzó el Arista Passy, propulsado por un motor de 42 CV y 848 cc del Panhard PL17, que se mantuvo en los catálogos hasta 1962. Se vendió un modelo con el motor "Tigre" de 50 CV como Arista Sport, aunque el ahorro de peso sobre un PL17 regular era solo de unos 80 kg (176,4 lb) debido al amplio equipamiento del automóvil. El pequeño Arista coupé, aunque elegante, ya se había vuelto extremadamente caro para un automóvil con este tamaño de motor y rendimiento, y las ventas quedaron reducidas a un goteo de pocas unidades. 
En ocasiones se mostraron otros diseños de Arista, pero no se sabe si llegaron a la línea de producción. Arista había desaparecido en 1963, aunque la misma compañía se involucró posteriormente en la fabricación del automóvil deportivo Sovam.